# Pogonotriccus
Pogonotriccus és un gènere d'ocells de la família dels tirànids (Tyrannidae). Agrupa espècies natives d'Amèrica del Sud, les àrees de distribució de les quals es troben des del nord de Colòmbia i Veneçuela fins a l'oest de Bolívia, nord-est de l'Argentina i sud del Brasil.

## Descripció
Aquest gènere és un grup de petits tirànids esvelts, que mesuren entre 10,5 i 12 cm de longitud, presenten patró facial més definit que els Phylloscartes i franges òbvies a les ales; habiten als estrats mig i baix de boscos humits; generalment no aixequen la cua, reposen de forma més vertical i són menys actius; aquest grup també acostuma a aixecar les ales cap al dors. S'alimenten principalment de petits artròpodes i la majoria s'agrupa en estols mixtes.

## Taxonomia i etimologia
El gènere va ser erigit pels ornitòlegs alemanys Jean Cabanis i Ferdinand Heine el 1859 amb el tiranet orellut distingit (Pogonotriccus eximius) com a espècie tipus. El gènere de vegades s'ha fusionat amb el gènere Phylloscartes. El 2004, John Fitzpatrick al Manual dels Ocells del Món va optar per tractar Pogonotriccus com un gènere separat basant-se en les lleugeres diferències de comportament dels ocells dels dos gèneres. Frank Gill i David Donsker també van reconèixer a Pogonotriccus a la llista d'espècies d'ocells que mantenen en nom del Congrés Ornitològic Internacional.
Tot i això, les evidències per a la separació del gènere eren considerades febles: el 2009 l'estudi de genètica molecular de Tello et al. (2009), que va incloure una mena de Pogonotriccus i tres de Phylloscartes, va trobar que les diferències genètiques eren petites. Seguint aquests estudis, Ohlson et al. (2013) van proposar dividir Tyrannidae en cinc famílies, entre les quals Rhynchocyclidae (Berlepsch, 1907) agrupant diversos gèneres entre els quals Phylloscartes i Pogonotriccus, aquests en una subfamília Pipromorphinae (Wolters, 1977), juntament amb Mionectes, Leptopogon, Pseudotriccus i Corythopis. El Comitè Brasiler de Registres Ornitològics (CBRO) adoptà aquesta família, mentre el SACC espera propostes per analitzar els canvis.
Per alta banda, els amplis estudis genètics de Harvey et al. (2020) no només van confirmar que Phylloscartes i Pogonotriccus constitueixen dos clades diferents, sinó que van demostrar que les espècies P. difficilis i P. paulista també es troben embotides a Pogonotriccus. Sobre aquestes evidències, el Comitè de Classificació de Sud-americà (SACC), a la Proposta No 959 va reconèixer la inclusió de totes aquestes espècies a Pogonotriccus.
Tanmateix, el Manual del Ocells del Món (HBW) i Birdlife International (BLI) encara no reconeixen P. difficilis i P. paulista com a espècies de ple dret.
El nom genèric Pogonotriccus es compon de les paraules del grec antic «pōgōn, pōgonōs» que significa “barba”, i «τρικκος (trikkos)», “petit ocell no identificat”.
Segons la Classificació del Congrés Ornitològic Internacional (versió 14.2, 2024) aquest gènere està format per 9 espècies:
- Pogonotriccus poecilotis - tiranet orellut bigarrat.
- Pogonotriccus chapmani - tiranet orellut de Chapman.
- Pogonotriccus ophthalmicus - tiranet orellut marbrenc.
- Pogonotriccus orbitalis - tiranet orellut de Cabanis.
- Pogonotriccus venezuelanus - tiranet orellut de Veneçuela.
- Pogonotriccus lanyoni - tiranet orellut de Lanyon.
- Pogonotriccus eximius - tiranet orellut distingit.
- Pogonotriccus difficilis - tiranet orellut de São Paulo.
- Pogonotriccus paulista - tiranet orellut de Serra do Mar.